# Hôtel de Bassenheim
L'Hôtel de Bassenheim à Mayence fut construit en 1750 sur les plans d'Anselm Franz von Ritter zu Grünstein (ou Groenesteyn), directeur général des constructions de la principauté et sur l'ordre du prince-électeur, pour servir de résidence à la sœur du prince, la comtesse de Bassenheim, pendant son veuvage. Il avoisine l'Hôtel d'Ostein dans le centre historique de Mayence.
L'architecte avait été particulièrement marqué lors de ses études à Paris par les façades de la place Vendôme et de l'Hôtel de Torcy. Le langage formel contenu et élégant des méthodes de construction classiques de l'architecture baroque française étaient ses formes d'expression dominantes.
La répartition de l'espace intérieur comme le jardin et l'agencement général aux environs de 1755 ont bien sûr disparu.
Le général Adam Philippe de Custine occupa Mayence à partir de 1792 après la fuite de l'aristocratie et du clergé. François Joseph Lefebvre gouverneur de la forteresse de Mayence à partir du 13 mars 1798 et établit sa résidence au Palais Bassenheim.
Après la vente du palais en 1835 aux autorités militaires de la forteresse de Mayence, le Palais Bassenheim a été utilisé jusqu'en 1889 comme caserne. Il a connu par la suite des utilisateurs variés ; on a conservé la trace d'un café viennois et d'une broderie de drapeaux.

## Histoire récente

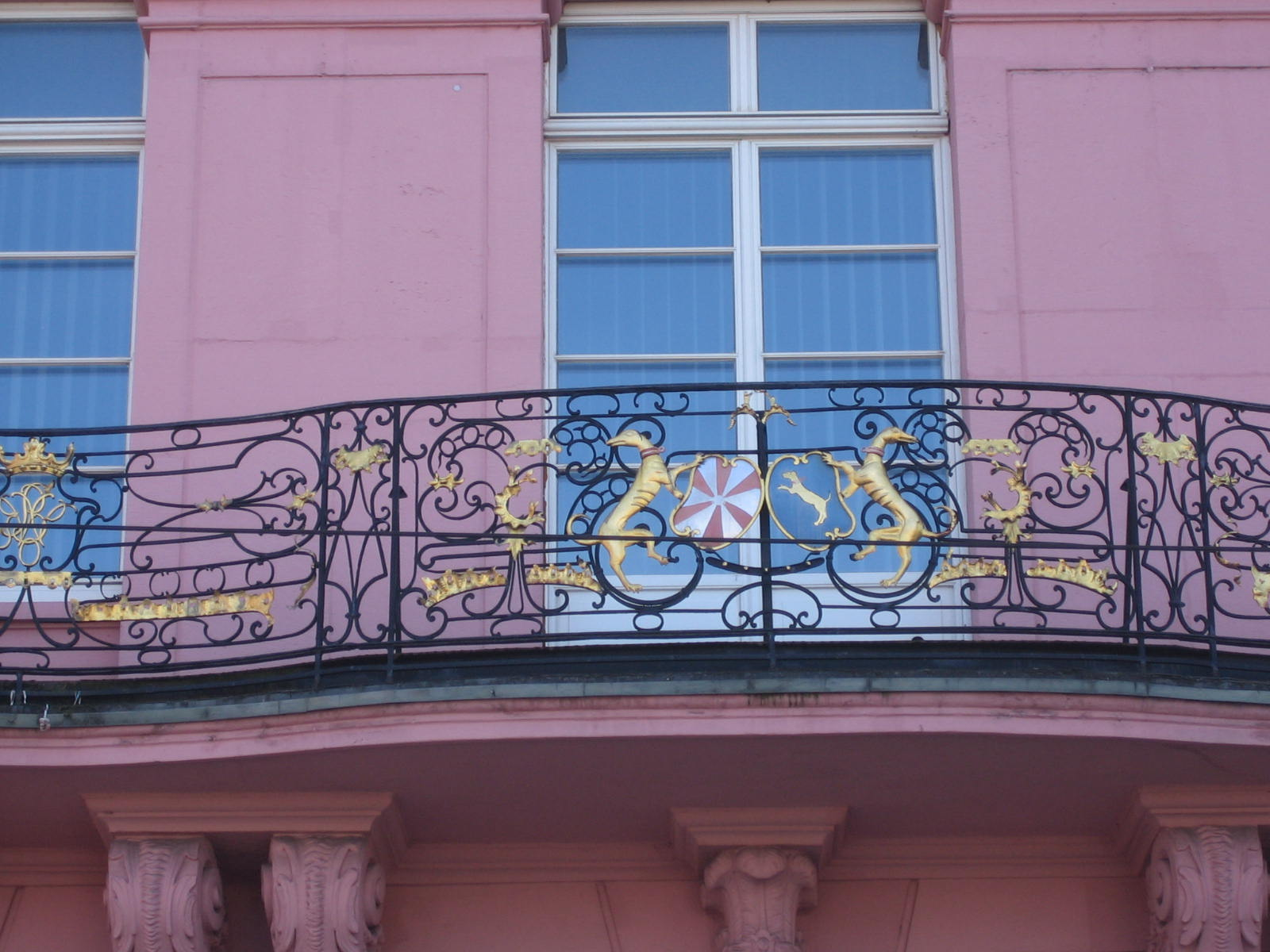
Blason de Bassenheim sur le balcon en fer forgé

Pendant le Bombardements aériens de Mayence de 1942, ce bâtiment a entièrement brûlé mais a été restauré en 1947-1948 sur ordre des autorités d'occupation françaises.
L'Hôtel de Bassenheim fut pendant quelque temps le siège du Ministerpräsident de Rhénanie-Palatinat, avant qu'en 1960 le ministère de l'intérieur ne s'y installe.

## Environs
Aujourd'hui, à Mayence, un restaurant connu portant le nom « Am Bassenheimer Hof » qui jouxte le palais pourrait bien être plus connu que celui-ci. Laura Bush y a pris un repas le 23 février 2005 pendant la visite de son époux en Allemagne. Dans son livre d'or figure cette phrase de Juliette Greco : « Merci de tout mon cœur ».